# Сербин, Олег Олегович
Оле́г Оле́гович Се́рбин (26 марта 1982, г. Боярка, Киевская обл, Украина) — украинский библиотекарь

, доктор наук по социальным коммуникациям, кандидат исторических наук, старший научный сотрудник, генеральный директор Национальной библиотеки Украины имени Ярослава Мудрого, профессор кафедры архивоведения и специальных отраслей исторической науки Киевского национального университета имени Тараса Шевченко. Ведущий специалист в области систематизации, индексирования и библиотечно-информационных классификаций в Украину. 4 апреля 2018 победил в выборах на должность Генерального директора Национальной библиотеки Украины им. В. И.  Вернадского.

## Образование
- 2000—2004  — Киевский национальный университет культуры и искусств, факультет Документальных коммуникаций и международной информации Специализация: «Книговед, менеджер издательской деятельности» Красный диплом.
- 2004—2007  — Аспирантура НБУВ Национальной академии наук Украины
- 2008 —Получил степень «Кандидат исторических наук», 29 мая 2008 защитил диссертацию на тему: «История, современное состояние и перспективы развития библиотечно-библиографических классификаций в Украине» по специальности 07.00.08 - «Книговедение, библиотековедение, библиографоведение».
- 2009—2010 — Победитель конкурса проектов научно-исследовательских работ молодых ученых НАН Украины и получения Гранта НАН Украины на проведение научно-исследовательской работы «Эволюция классификаций наук и библиотечно-библиографических классификаций»
- 2010—2012 — Победитель конкурса на получение стипендии НАН Украины для молодых ученых; стипендиат НАН Украины
- 2012 — Получил ученое звание «Старший научный сотрудник» по специальности «Книговедение, библиотековедение, библиографоведение»
- 2016 — Получил степень «Доктор наук по социальным коммуникациям». 6 октября 2016 защитил диссертацию на тему: «Библиотечная систематизация научной информации: теоретико-методологические основы развития» по специальности 27.00.03 - "Книговедение, библиотековедение, библиоргафознавство".

## Профессиональная деятельность
- 2001 — ведущий библиограф отдела государственных текущих библиографических указателей в Книжной палате Украины имени Ивана Федорова.
- 2002—2004 — Киевский национальный университет культуры и искусств на должности инженера-программиста кафедры книговедения и издательской деятельности, а затем старшим лаборантом отдела профориентационной работы.
- 2003 — занимает должность научного сотрудника отдела Научной подготовки государственных текущих библиографических указателей в Книжной палате Украины имени Ивана Федорова.
- 2004 — заведующий отделом Научного подготовки государственных текущих библиографических указателей Книжной палаты Украины имени Ивана Федорова.
- с апреля 2006 — Национальная библиотека Украины имени В. И. Вернадского (НБУВ) работник в отделе разработки и поддержки электронного каталога Центра компьютерных технологий на должностях младшего научного сотрудника, исполняющего обязанности (и. о.) научного сотрудника;
- 2008 — защита диссертационной работы на соискание ученой степени кандидата исторических наук «История, современное состояние и перспективы развития библиотечно-библиографических классификаций в Украине».
- 2009 — научный сотрудник Национальной Библиотеки Украины им. В. И.  Вернадского.
- 2010 р. — Институте библиотековедения НБУВ на должности и. о. старшего научного сотрудника. Выходит в свет монография «Библиотечно-библиографические классификации: историческая эволюция и современные тенденции развития»
- 2011 р. — и. о. заведующего отделом систематизации НБУВ.
- 2013 — возглавляет отдел научной обработки документов в Национальной библиотеке Украины им. В. И.  Вернадского. Восстанавливает преподавательскую деятельность: спецкурсы «Научное классифицирование» и «Современная систематизация информации» в должности доцента кафедры Книговедения и библиотековедения в Киевский национальный университет культуры и искусств.
- С 1 декабря 2014 — директор Научной библиотеки им. М. Максимовича Киевского национального университета имени Тараса Шевченко
- С 1 сентября 2017 — доцент кафедры издательского дела и редактирования Киевского национального университета имени Тараса Шевченко; профессор кафедры социальных коммуникаций и информационных наук Киевского национального университета культуры и искусств
- С 1 декабря 2022 – и.о. генерального директора Национальной библиотеки Украины имени Ярослава Мудрого

## Общественная деятельность
С 2006 по 2014  гг. принимал активное участие в научно-организационной, методической и культурно-просветительской работе НБУВ, в том числе, работал в составе оргкомитетов научных конференций и рабочих групп по совершенствованию библиотечных процессов. С 2009 года был заместителем председателя профкома и заместителем председателя Совета молодых ученых Национальной библиотеки Украины им. В. И.  Вернадского, с 2010 года полномочный представитель Национальной библиотеки Украины им. В. И.  Вернадского в составе Технического комитета стандартизации «Информация и документация» (ТК 144) Украинского института научно-технической и экономической информации.
С 2015 руководитель Секции университетских библиотек Украинской библиотечной ассоциации.
С 2017 года глава комиссии по внедрению Универсальной десятичной классификации в Украине.
С 2018 член Президиума Украинской библиотечной ассоциации.

## Направление исследований
Олег Сербин занимается исследованиями методологии создания и использования библиотечно-библиографических классификационных систем, исследования эволюции классификационных систем, историко-технологические особенности эволюции систематического каталога библиотеки, представления информационно-поисковых языков в веб-ориентированных системах, систематизация библиографической информации.

## Избранная библиография
1. Сербін О. Систематизація інформації в контексті розвитку класифікацій наук: монографія / Олег Сербін. — К. : ВПЦ «Київський університет», 2015. — 431 с.
2. Сербін О. Бібліотечно-бібліографічні класифікації: історична еволюція та сучасні тенденції розвитку / НАН України; Національна бібліотека України ім. В. І. Вернадського / Олексій Семенович Онищенко (наук.ред.). — К. : НБУВ, 2009. — 139 с.
3. Сербін О. Підвищення ефективності пошукових інструментів у контексті розвитку індексування інформаційних ресурсів / Олег Сербін // Наук. пр. Нац. б-ки України ім. В. І. Вернадського. — К., 2013. — № 35. — С. 39 — 48.
4. Сербин О. Состояние библиотечных классификаций в Украине: надёжность реалий — в реалистичности надежд / Олег Сербин // Научные и технические библиотеки. — 2013. — № 6. — 76 — 83.
5. Сербин О. Развитие классификационных систем как объект исследования, в аспекте эволюции и оптимизации систематизации информации/ Олег Сербин // Вісник Одеського національного університету / Серія «Бібліотекознавство. Бібліографознавство. Книгознавство». — 2012. — Т. 17, Вип. 2 (8). — С. 134—140.
6. Сербін О. Систематичність та систематизаційність організації інформації як основні принципи відображення наукового знання в межах каталогу сучасної бібліотеки / Олег Сербін // Бібл. вісн. — 2012. — № 2. — С. 3-10.
7. Сербін О. Історико-технологічні особливості еволюції систематичного каталогу бібліотеки: досвід майбутнього у новизні минулого / Олег Сербін // Бібл. вісн. — 2012. — № 4. — С. 3-12.
8. Сербін О. Система управління знаннями, як складова наукотворення / Олег Сербін // Наук. пр. Нац. б-ки України ім. В. І. Вернадського. — К., 2011. — № 32. — С. 349—357.
9. Сербін О. «Таблиця відповідності скорочених варіантів УДК і ББК», як приклад спроби консолідації різно-структурних класифікаційних систем / Олег Сербін // Бібл. вісн. — 2011. — № 4. — С. 29-32.
10. Сербін О. Концептуальне представлення предметності тріади з позиції класифікації наук стоїків / Олег Сербін // Вісн. Кн. палати. — 2010. — № 1. — С. 37-42.
11. Сербін О. Еволюція схоластичної класифікації наук в рамках еманації теологічного вчення / Олег Сербін // Наук. пр. Нац. б-ки України ім. В. І. Вернадського. — К., 2009. — № 23. — С. 27-34.
12. Сербін О. Конгломерат інформаційно-пошукових мов як консолідаційна модель загального механізму впорядкування та пошуку бібліографічної інформації / Олег Сербін // Бібліотечний вісник. — 2008. — № 1. — С. 3-10.
13. Сербін О. Систематизація читання як наслідок формування класифікаційної системи (на прикладі класифікації наук Гуго Сен-Вікторського) / Олег. Сербін // Вісник Книжкової палати . — 2009. — № 8. — С. 33-37.
14. Сербін О. Наукова еволюція досліджень бібліо-інформаційної ноосфери в контексті безапеляційності професійного зростання/ Олег Сербін // Вісн. Кн. палати. — 2019. — № 12. — С.48-50.
15. Сербін О. О. Університетські бібліотеки: запорука змін у наслідку щоденної роботи / Сербін Олег Олегович // Друга міжнар. наук. конф., м. Київ, 16-18 травня 2019 р. — Київ : Видавництво Ліра-К, 2019. — С. 56-58.
16. Сербин О. О. Внедрение универсальной десятичной классификации на государственном уровне – путь к цивилизованному диалогу с миром (украинский опыт) / О. О. Сербин // Кітапхана – тарихи білім орталығы : халықаралық ғылыми-практикалық конф. материалдары = Библиотека как центр исторических знаний : материалы междунар. науч.-практ. конф. / [құраст. М. А. Таженова ; бас ред. Ш. Б. Шахметова]. — Павлодар, 2019. — Б. 187–192.
17. Взаємодія книжкових трапдицій Білорусі й України в XVI – на початку XIX століття / Олег Сербін, Олесь Суша, Дмитро Лукін // Анотований збірник проектів спільного конкурсу ДФФД – БРФФД. — 2018 – С. 162-166.
18. Оцінювання стратегії розвитку наукової бібліотеки дослідницького університету в контексті практичної реалізації та окреслення подальших перспектив / Олег Сербін, Максим Ситницький // Бізнес-Інформ. — 2018 – № 1. — С. 117-127.
19. Перспективи розвитку наукових бібліотек дослідницьких університетів України в контексті імплементації європейського досвіду / Олег Сербін, Максим Ситницький // Проблеми Економіки. — 2018 – № 1(35). — С. 115-121.
20. Сербін О. Індексування ресурсів в Україні на шляху до інтеграції в міжнародний інформаційний простір / О. Сербін // VII Міжнародна науково-практична конференція «Сучасна інформаційно-бібліотечна освіта: європейські орієнтири»: збірник матеріалів / Укр. бібл. асоц. ; редкол. : В. С. Пашкова, О. В. Воскобойнікова-Гузєва, В. В. Загуменна, І. О. Шевченко, Я. Є. Сошинська. — Електрон. вид. — Київ : УБА, 2017. — С. 61-64.
21. Сербин О. Некоторые аспекты стратегических поисков развития университетской библиотеки: от задач до их реализации / О. Сербин // Кітап. Уақыт. Қоғам: V халықаралық ғылыми-практикалық конференция материалдары = Книга. Время. Общество: материалы V международной научно-практической конференции / құраст. М.А. Таженова; бас ред. А. Нухулы. — Павлодар: ПМПИ, 2017. — Б. 275-271.

## Ссылка
- [http://www.library.univ.kiev.ua/ukr/about/v01-2013.php3 Официальный сайт Научной библиотеки имени М. Максимовича
- Наукометрический профиль Сербина О. О. в Google Scholar
- Наукометрический профиль Сербина О. О. в ORCID
- Технический комитет стандартизации «Информация и документация» (ТК 144)
- Биография О.Сербина на сайте Национальной библиотеки Украины им. В. И. Вернадского
- «В КНУКиИ будут готовить информациологов-аналитиков». Видео на YouTube
- О Сербине О.О «Лиш в труде и для труда необходимо жить»
- Секция университетских библиотек Украинськой библиотечной ассоциации
- Президия Украинской библиотечной ассоциации 2018—2021